# Anna Maria Hussey
Anna Maria Hussey (* 5. Juni 1805 in Leckhampstead, Buckinghamshire, Vereinigtes Königreich; † 26. August 1853 in Saint-Maurice (Val-de-Marne), Frankreich) war eine britische Mykologin, Autorin und Illustratorin. Sie ist bekannt für ihre Illustrationen der britischen Mykologie.

## Leben und Werk
Hussey war das älteste von sieben Kindern des Pfarrers John Theodore Archibald Reed (1758/9–1830) und seiner zweiten Frau Anna Maria, geborene Dayrell (1777–1848). Am 18. August 1831 heiratete sie den Theologen und Astronomen Thomas John Hussey, der von 1831 bis 1854 Pfarrer von Hayes in Nord-Kent war. Von 1832 bis 1842 bekam sie sechs Kinder, von denen nur zwei das Erwachsenenalter erreichten.
Ihr Mann korrespondierte unter anderem mit Charles Darwin, Charles Babbage, John Herschel, William Henry Fox Talbot und dem Juristen und Mathematiker John Thomas Graves. Ihre Familie kannte auch die Darwins in Downe, und einer von ihren jüngeren Brüdern, George Varenne Reed (1814–1886), der Nachfolger ihres Mannes als Pfarrer von Hayes, war Privatlehrer von Darwins Söhnen.
Sie beschäftigte sich mit Mykologie und spätestens seit 1843 korrespondierte sie mit dem Geistlichen und Mykologen Miles Joseph Berkeley. Sie schickte ihm Proben und Zeichnungen zur Kommentierung. Zu ihren weiteren Freundschaften mit Mykologen zählte Charles David Badham (1805–1857) und der Mykologe Mordecai Cubitt Cooke, der Hussey in seinem 1875 erschienenen Buch Fungi: Their Nature and Uses zitiert und sie als Freundin bezeichnete.
Hussey ist am bekanntesten für ihre Illustrationen der britischen Mykologie mit Abbildungen und Beschreibungen der einheimischen Pilze aus Großbritannien, die in zwei Serien in den Jahren 1847 und 1855 unter dem Namen Mrs. TJ Hussey veröffentlicht wurden. Das Werk besteht aus zwei Serien kolorierter Lithografieplatten mit jeweils 90 und 50 Platten, wobei beide Serien ursprünglich in Teilen herausgegeben wurden. Die zweite Serie sollte vermutlich 60 Platten enthalten, wurde aber durch Husseys Tod unterbrochen. Die letzte Platte stammt von Berkeley. Eine Einführung zum Sammeln und Studium von Pilzen mit ausführlichen Kommentaren ist den Platten vorangestellt. Diese kombinieren wissenschaftliche Beschreibungen mit Informationen aus Geschichte, Literatur und Folklore und enthalten auch Tipps zum Kochen von Pilzen sowie persönliche Beobachtungen und Anekdoten. Das Werk war insbesondere für Mütter gedacht, die ihren Kindern das Studium von Pilzen beibringen wollten.
Hussey illustrierte auch Chares David Badhams Treatise on the esculent funguses of England. Neben ihren mykologischen Schriften und Illustrationen verfasste Hussey 1845 und 1846 Beiträge für The Surplice, eine Zeitschrift der Church of England, die von ihrem Ehemann herausgegeben wurde und ab Oktober 1846 Anzeigen für ihre Serie über britische Mykologie enthielt.
Hussey starb 1853 in Charenton in der Nähe von Paris.

## Abbildungen (Auswahl) ausIllustrations of British Mycology, von Mrs. TJ Hussey

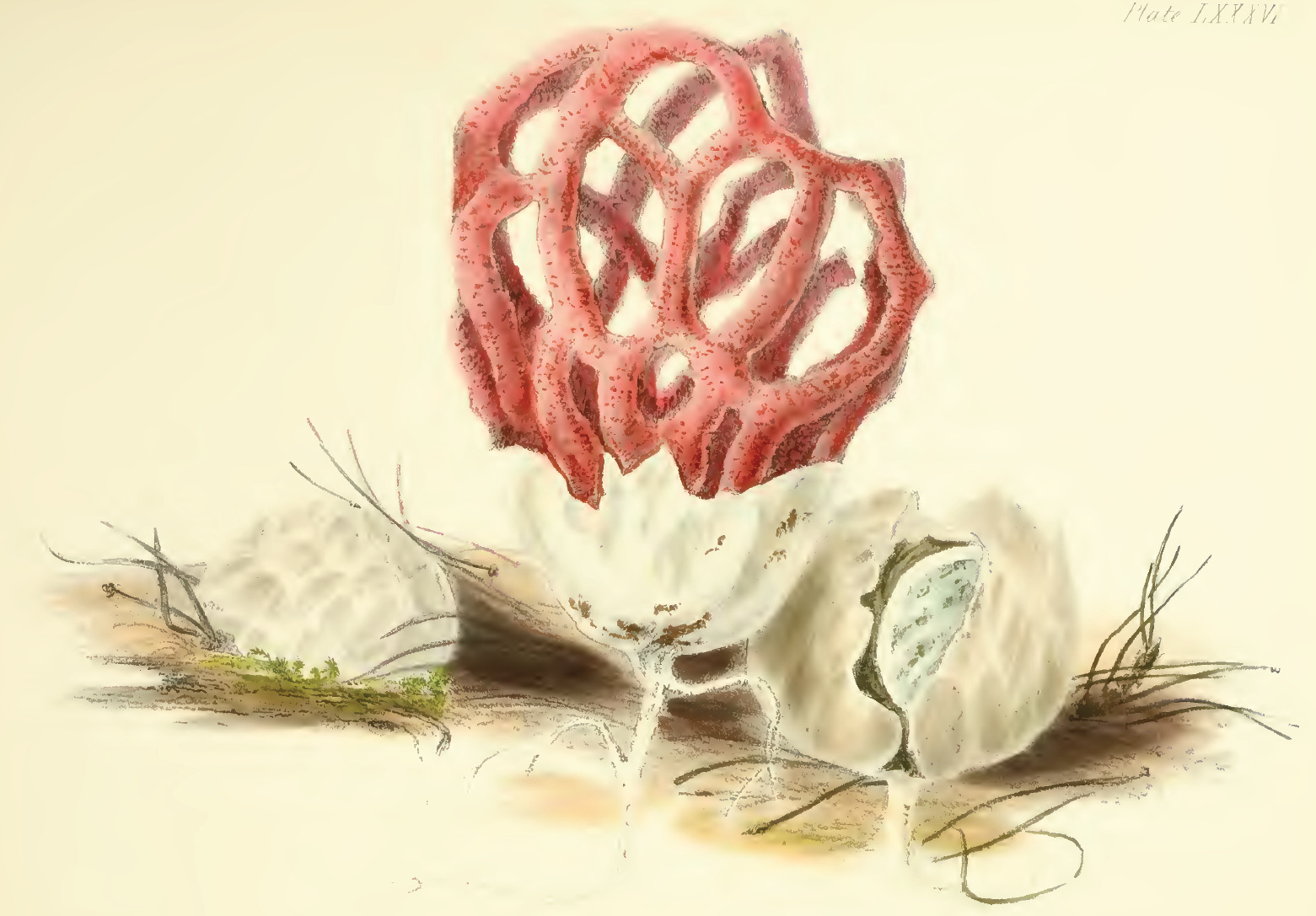
Roter Gitterling (Clathrus ruber)
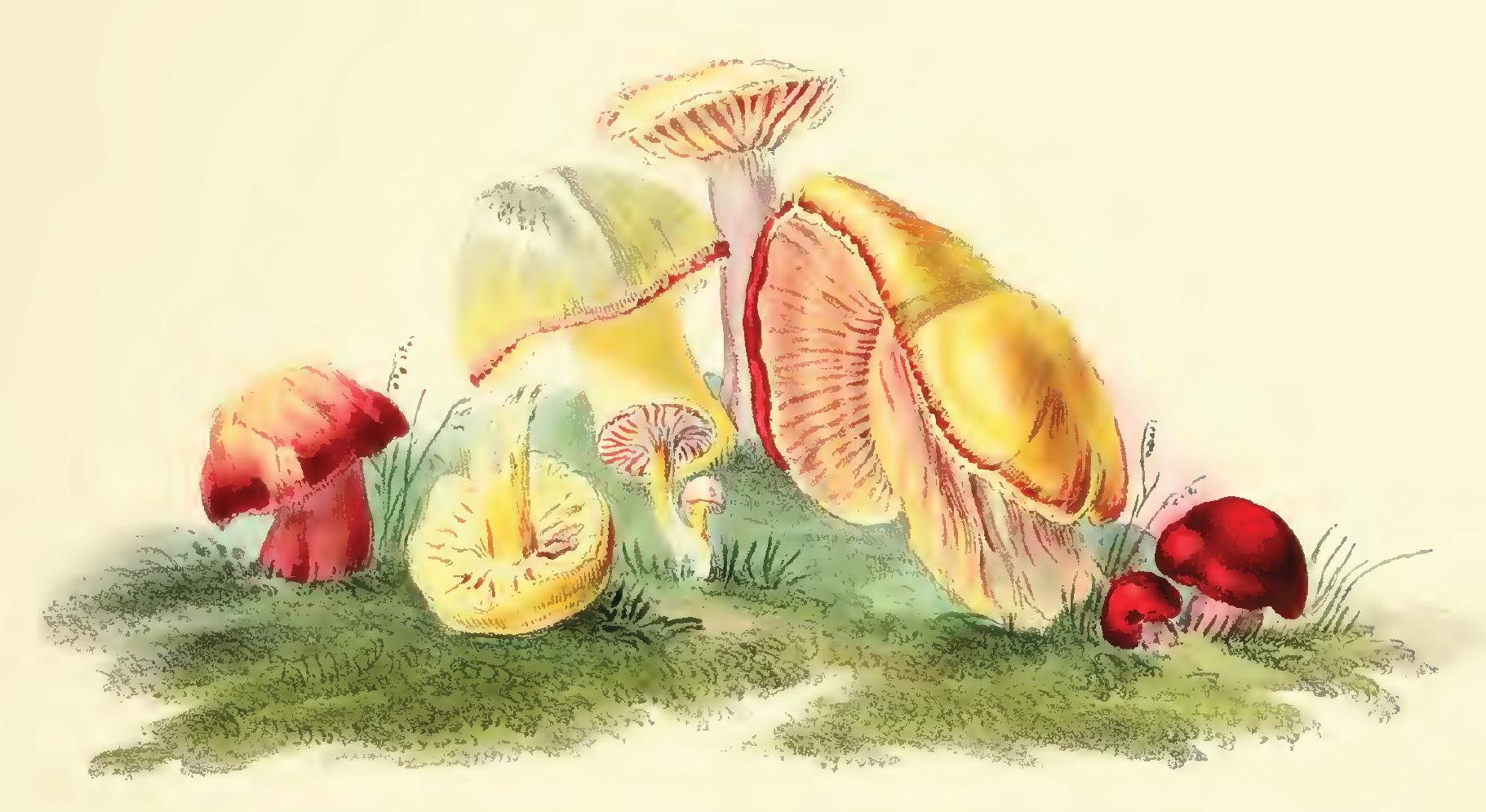
Agaricus coccineus
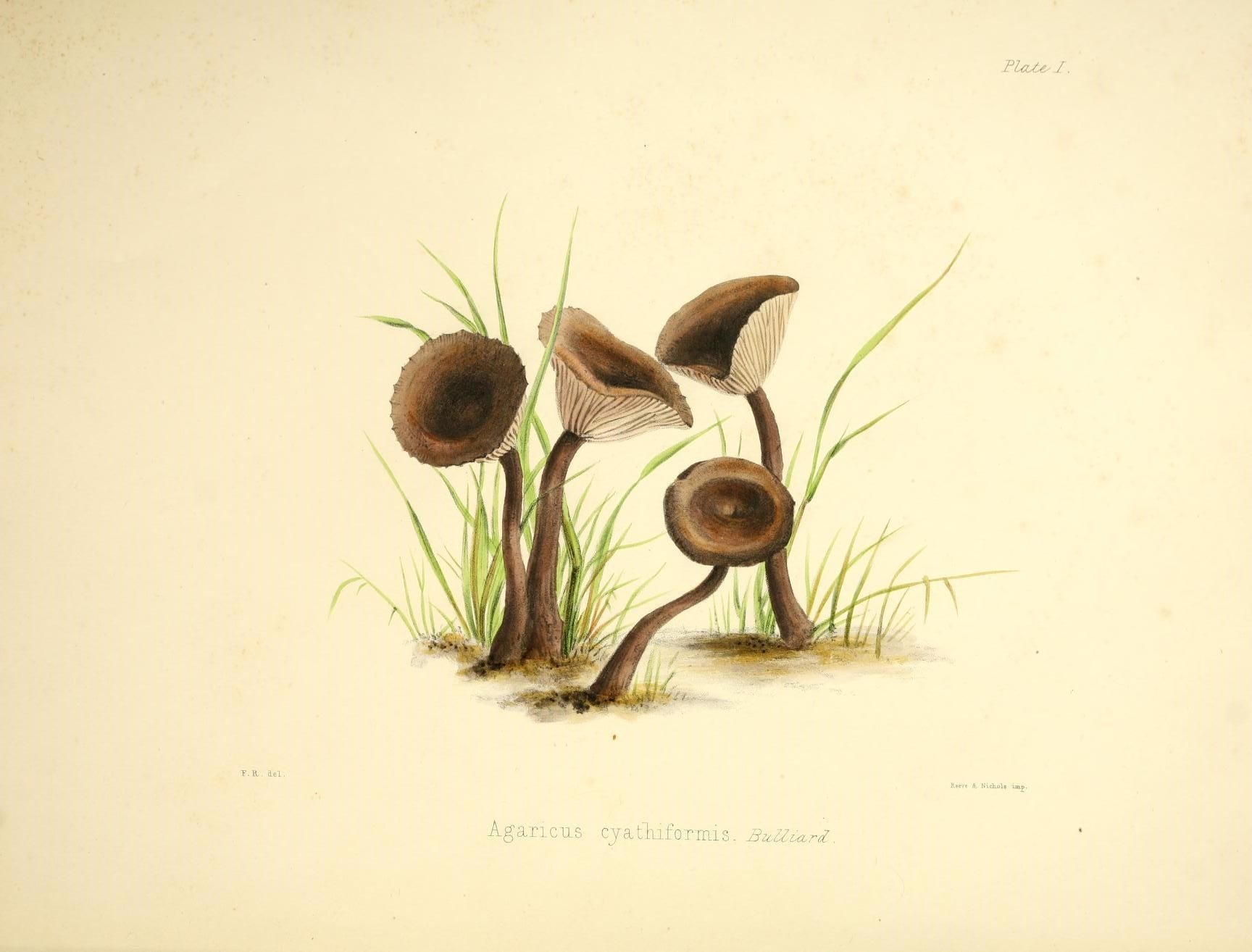
Butterröhrling
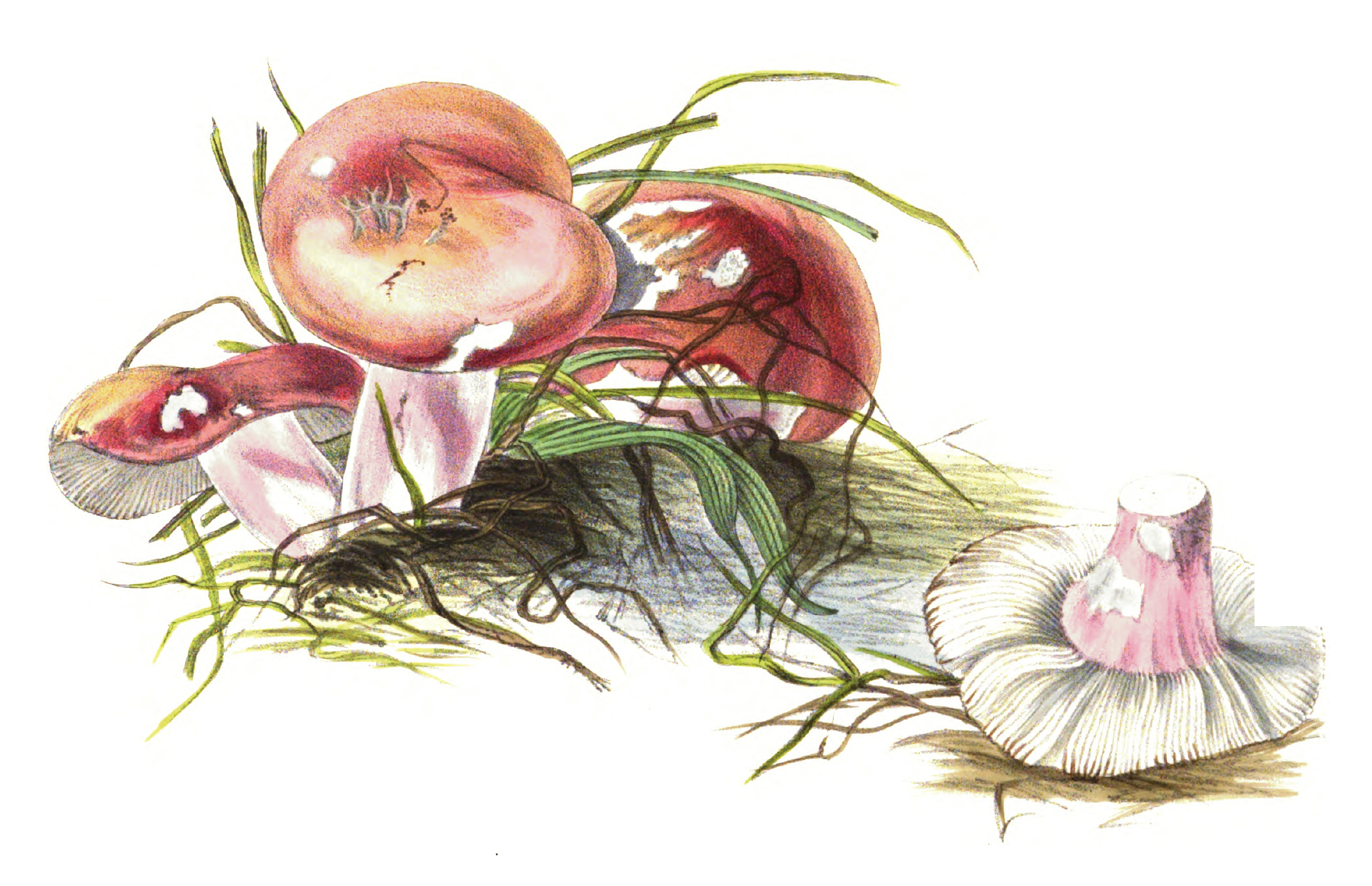
Illustration des Harten Zinnober-Täublings (Russula lepida)
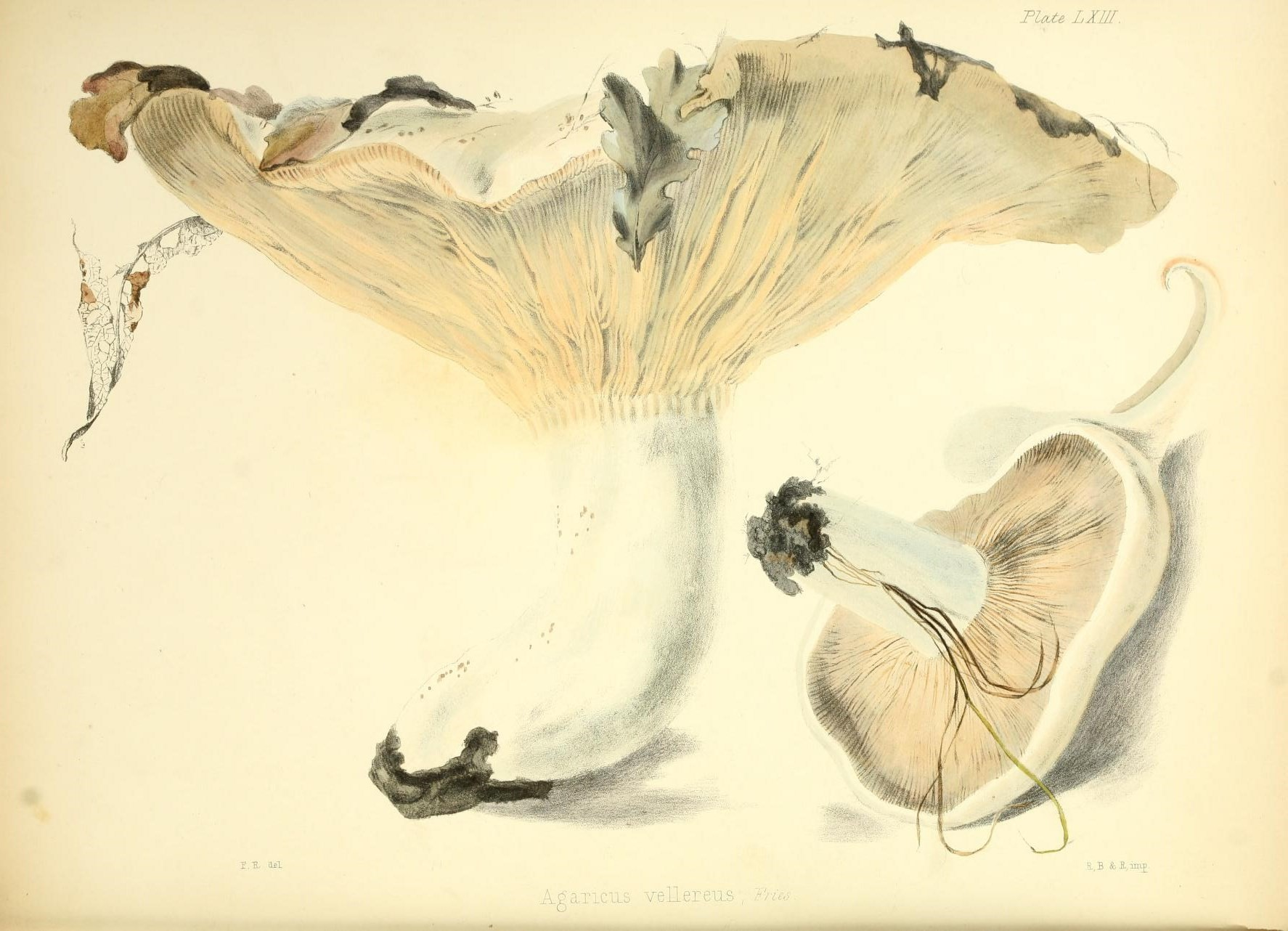
Agaricus vellereus

Illustrations of British Mycology wurde in zwei Serien veröffentlicht, die von 1849 bis 1855 datiert wurden. Serie 1 bestand aus 90 Tafeln und wurde im Abonnement veröffentlicht. Serie 2 erschien monatlich mit jeweils 3 Tafeln. Zwei Pilzgattungen wurden ihr zu Ehren benannt. Die erste wurde 1847, vor der Veröffentlichung ihres Buches, von Berkeley Husseia genannt. Die zweite wurde 1901 von J.G. Agardh posthum Husseya genannt. Um Verwechslung durch das Homonym zu vermeiden, wurde letztere 1958 von George F. Papenfuss in Husseyella umbenannt.
Es war ungewöhnlich, dass sich Frauen im Viktorianischen Zeitalter wissenschaftlichen Studien widmeten. Diejenigen, die dies taten, gehörten eher der Oberschicht an und beschäftigten sich mit der modisch weiblichen Spezialisierung der Pflanzenmalerei. Hussey wandte sich gegen geschlechtsspezifische Vorstellungen von Anstand, indem sie sich in ihrer Kunst auf Pilze und Flechten konzentrierte. In ihrer Darstellung des Agaricus vellereus scheute sie sich nicht, Schmutz und Fäulnis darzustellen.